# Collegi elettorali del Regno d'Italia del 1866
I collegi elettorali del Regno d'Italia del 1866 vennero creati in virtù del plebiscito del 1866 per l'annessione delle province venete e della provincia di Mantova al Regno d'Italia.
I nuovi collegi furono subito convocati nel 1866 per le elezioni politiche della IX legislatura del Regno d'Italia.
La tabella dei 50 collegi uninominali, aggiunti ai 443 collegi già definiti nel 1861, fu approvata con regio decreto 13 ottobre 1866, n. 3282.

## Elenco dei nuovi collegi
| Numero | Provincia | Collegio                |
| ------ | --------- | ----------------------- |
| 444    | Belluno   | Belluno                 |
| 445    | Belluno   | Feltre                  |
| 446    | Belluno   | Pieve di Cadore         |
| 447    | Mantova   | Mantova                 |
| 448    | Mantova   | Gonzaga                 |
| 449    | Mantova   | Ostiglia                |
| 450    | Padova    | Padova                  |
| 451    | Padova    | Padova II               |
| 452    | Padova    | Montagnana              |
| 453    | Padova    | Este                    |
| 454    | Padova    | Piove di Sacco          |
| 455    | Padova    | Cittadella              |
| 456    | Rovigo    | Rovigo                  |
| 457    | Rovigo    | Lendinara               |
| 458    | Rovigo    | Badia Polesine          |
| 459    | Rovigo    | Adria                   |
| 460    | Treviso   | Treviso                 |
| 461    | Treviso   | Oderzo                  |
| 462    | Treviso   | Conegliano              |
| 463    | Treviso   | Vittorio                |
| 464    | Treviso   | Montebelluna            |
| 465    | Treviso   | Castelfranco            |
| 466    | Udine     | Udine                   |
| 467    | Udine     | Cividale del Friuli     |
| 468    | Udine     | Gemona                  |
| 469    | Udine     | Tolmezzo                |
| 470    | Udine     | San Daniele del Friuli  |
| 471    | Udine     | Spilimbergo             |
| 472    | Udine     | Pordenone               |
| 473    | Udine     | San Vito al Tagliamento |
| 474    | Udine     | Palmanova               |
| 475    | Venezia   | Venezia I               |
| 476    | Venezia   | Venezia II              |
| 477    | Venezia   | Venezia III             |
| 478    | Venezia   | Mirano                  |
| 479    | Venezia   | Chioggia                |
| 480    | Venezia   | Portogruaro             |
| 481    | Verona    | Verona I                |
| 482    | Verona    | Verona II               |
| 483    | Verona    | Legnago                 |
| 484    | Verona    | Isola della Scala       |
| 485    | Verona    | Bardolino               |
| 486    | Verona    | Tregnago                |
| 487    | Vicenza   | Vicenza                 |
| 488    | Vicenza   | Bassano                 |
| 489    | Vicenza   | Marostica               |
| 490    | Vicenza   | Thiene                  |
| 491    | Vicenza   | Schio                   |
| 492    | Vicenza   | Valdagno                |
| 493    | Vicenza   | Lonigo                  |